# 1,2-Diiodpropan
1,2-Diiodpropan ist eine chemische Verbindung, die zu den Halogenalkanen gehört. Sie ist isomer zu 1,1-Diiodpropan, 1,3-Diiodpropan und 2,2-Diiodpropan.

## Darstellung
1,2-Diiodpropan kann durch elektrophile Addition von Iod an Propen hergestellt werden. Da die Verbindung relativ instabil ist, kann die Reaktion leicht umgekehrt werden.

## Eigenschaften
Die kritische Temperatur von 1,2-Diiodpropan liegt bei 780,49 K, der kritische Druck bei 42,06 bar. Die Verdampfungsenthalpie am Siedepunkt beträgt 42,844 kJ/mol.